# Goianésia (ort)
Goianésia är en ort i Brasilien.   Den ligger i kommunen Goianésia och delstaten Goiás, i den centrala delen av landet, 140 km väster om huvudstaden Brasília. Goianésia ligger 649 meter över havet och antalet invånare är 47 883.
Terrängen runt Goianésia är platt åt sydost, men åt nordväst är den kuperad.
Omgivningarna runt Goianésia är huvudsakligen savann. Runt Goianésia är det mycket glesbefolkat, med 4 invånare per kvadratkilometer.